# 地芝丸
地芝丸屬於中醫方劑的明目劑，出自李東垣，由4味中藥組成，是用以治療遠視的常用方劑，《醫方集解》將本方歸於足少陰藥。
本方的組成包括生地黃、天門冬、枳殼、甘菊花。蜜為丸，茶清或酒下。